# Авраменково
Авра́менково (укр. Авраменкове) — село,
Рогинский сельский совет,
Роменский район,
Сумская область,
Украина.
Код КОАТУУ — 5924188503. Население по переписи 2001 года составляло 148 человек.

## Географическое положение
Село Авраменково находится у истоков реки Хмелевка,
ниже по течению на расстоянии в 1,5 км расположено село Касьяново.
Река в этом месте пересыхает, на ней сделано несколько запруд.
Село получило название по фамилии поселенцев-хуторян - Авраменков. Это были козаки в чине "войсковой товарищ", их наследники впоследствии стали помещиками. За счет рода Авраменко из хутора Авраменково была построена первая школа в соседнем селе Рогинцы. Сегодня здание этой школы местные жители именуют как Овраменская школа.